# Malczyn
Malczyn – wieś sołecka w Polsce położona w województwie mazowieckim, w powiecie nowodworskim, w gminie Nasielsk.
| SIMC    | Nazwa  | Rodzaj    |
| ------- | ------ | --------- |
| 0120224 | Łyczno | część wsi |

W latach 1975–1998 miejscowość administracyjnie należała do województwa ciechanowskiego.